# 湖州市第十二中学

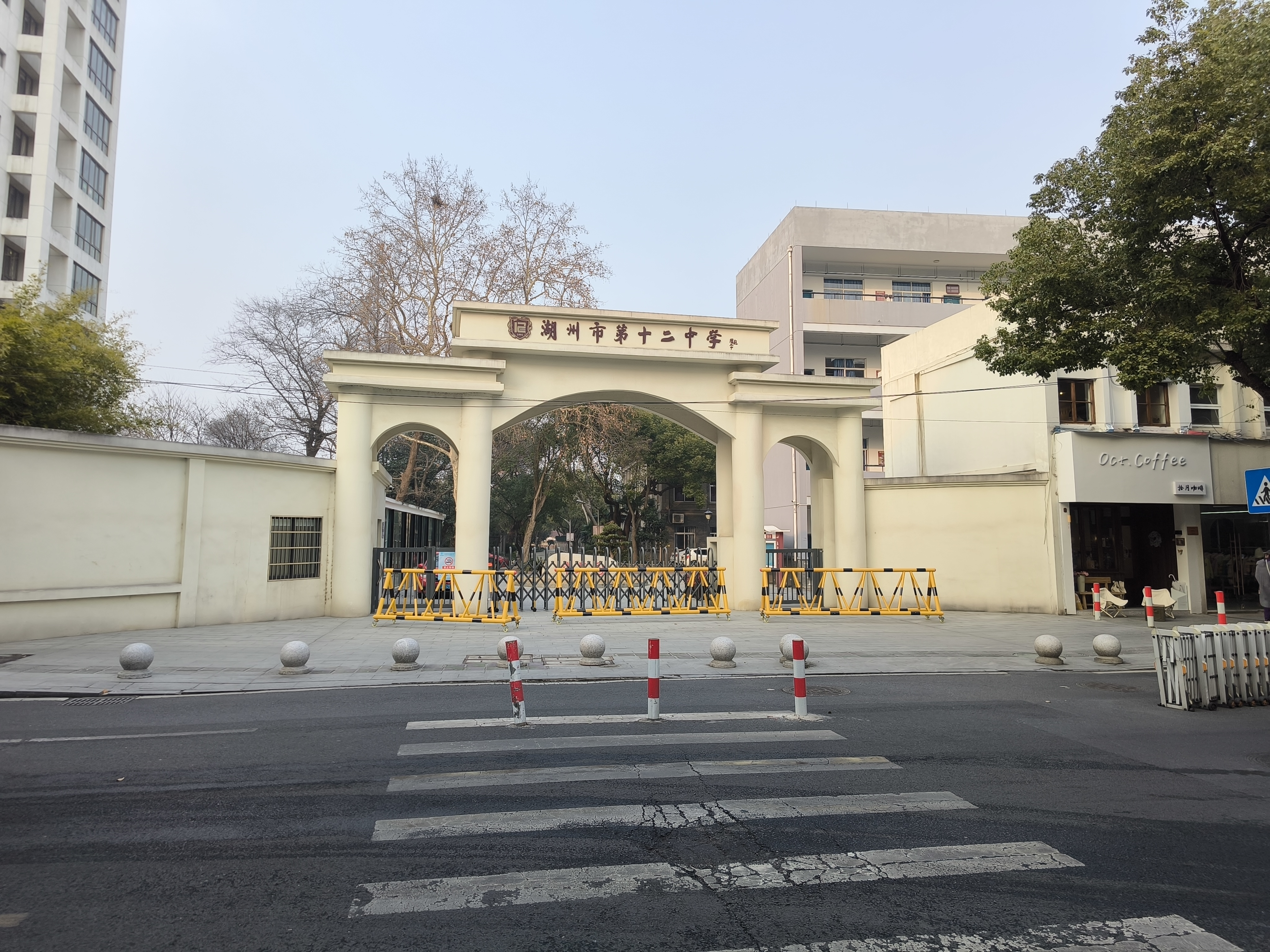
湖州市十二中校门

湖州市第十二中学，简称湖州十二中，位于浙江省湖州市吴兴区塔下街122号，是一所公办初级中学。

## 历史
湖州十二中的历史可以追溯到1901年，当时，位于上海南翔的悦来书塾部分搬至湖州。1906年，其中的女子部改名湖郡女塾，1912年改成湖郡女学。男生部华英学堂则于1910年改名“海岛中学”，1915年改名“东吴大学附属第三中学”，1932年貤搭东吴大学第二附属中学合併成立“东吴大学吴兴附属中学”。
1952年12月，湖郡女中与东吴大学吴兴附中合併，建立湖州初级中学，1957年改名湖州第二初级中学，第二年改名湖州第二中学。1998年，湖州二中初高中部分离，初中部留在原地，改名湖州市第十二中学。2001年8月，湖州四中、湖州八中、湖州十二中的高中部合併成立湖州市第十五中学，2004年3月份改名成浙江省吴兴高级中学。
2023年4月20日，举行揭牌仪式，湖州市第十二中学成为湖州市第二中学附属初级中学。

## 建筑
私立东吴大学吴兴附属中学旧址在第十二中学校园内部，有东吴大学吴兴附中时期造的小红楼。2017年以“私立东吴大学吴兴附属中学旧址（含红楼）”的名义登记为湖州市第七批市级文物保护单位。